# Doratifera
Doratifera is een geslacht van vlinders van de familie slakrupsvlinders (Limacodidae).

## Soorten
- D. casta Scott, 1864
- D. corallina (Turner, 1902)
- D. nagodina Hering, 1931
- D. ochroptila Turner, 1926
- D. olorina Turner, 1926
- D. oxleyi (Newman, 1855)
- D. pinguis (Walker, 1855)
- D. quadriguttata (Walker, 1855)
- D. rufa (Bethune-Baker, 1904)
- D. trigona (Turner, 1942)
- D. unicolora Swinhoe, 1902
- D. vulnerans (Lewin, 1805)